# Joachim Schäfer (Musiker, 1952)

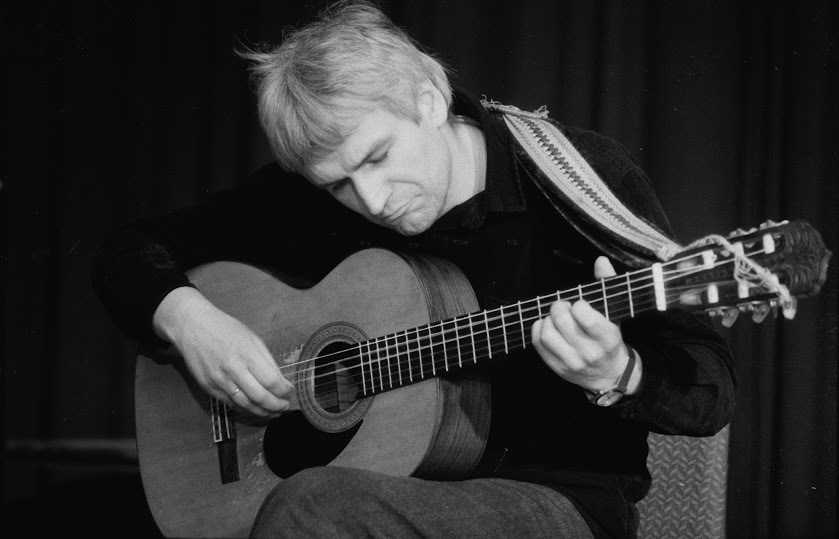
Joachim Schäfer, Foto: Jochen Janus

Joachim Schäfer (* 13. April 1952 in Flöha; † 28. Juni 1997 in Leipzig) war ein deutscher Chansonnier, Komponist und Gitarrist.

## Leben
Joachim Schäfers Mutter arbeitete als Grundschullehrerin, sein Vater war Buchhalter. Joachim Schäfer besuchte von 1958 bis 1962 die Polytechnische Oberschule im sächsischen Frankenstein, von 1962 bis 1968 die Kinder- und Jugendsportschule (KJS) in Karl-Marx-Stadt (3) und wurde Olympiakader als Turner. Aus disziplinarischen Gründen musste er die Schule verlassen. Nach Abschluss der 10. Klasse wurde er Rinderzüchter. Parallel dazu erwarb er 1971 das Abitur und studierte von 1971 bis 1977 an der Hochschule für Musik „Felix Mendelssohn Bartholdy“ in Leipzig klassische Gitarre und Gesang. Sein Dozent für Gitarre war Professor Roland Zimmer, seine Dozentin für Gesang war Ruth Bischoff. 1977 schloss er das Studium mit Staatsexamen als Sänger, Gitarrist und Musikpädagoge ab. Bis 1980 studierte er an der Hochschule für Musik Franz Liszt Weimar Methodik für Konzertgitarre.
Danach arbeitete er freiberuflich als Lehrer für Konzertgitarre an der Karl-Marx-Universität Leipzig sowie an der Theaterhochschule „Hans Otto“ in Leipzig. Joachim Schäfer war mehrfach Teilnehmer der DDR-offenen Chansontage im Kloster Michaelsstein und am illegalen Songwritertreffen Ringelfolk in der Ringelnatzklause Wurzen und gehört zur Leipziger Liederszene.

### Karrierebeginn und Berufsverbot
1978 entstand sein erstes Liederprogramm „Wünsche“. Damit kam es auch zur künstlerischen Zusammenarbeit mit der Flötistin Cornelia Erben, die Schäfer bei verschiedenen Programmen musikalisch unterstützte.
1985 erstellte Schäfer sein Chanson-Programm „Leben bis an den Rand“. Dadurch wurde er ein vielbeachteter Interpret eigener Lieder. In allen seinen Projekten finden sich Texte seines Dichterfreundes Andreas Reimann. Am bekanntesten in Schäfers Interpretation wurde das Lied des Autoren-Duos Schäfer/Reimann „Kirschenklauen“, das er 1984 schrieb.
1987 wurde er mit Berufsverbot belegt, weil er in einem Klub, in dem er auftrat, ein Bild von Erich Honecker abgehängt hatte. Danach trat er nur noch in Kirchen auf.

### Nachwendezeit
Seine Karriere stockte erheblich ab 1993/94, und Schäfer tat, was er vorher nur belächelte: Er arbeitet als Unterhaltungskünstler und lieh seine hohe Kunst der „Erlebnisgastronomie“, trat bei Straßenmusikfestivals auf und arbeitete mehr als Gitarrenlehrer denn als Chansonsänger.
1996/97 startete Schäfer mit dem Programm „Kunst ist verrückt“ seinen letzten Versuch, seine Ernsthaftigkeit beizubehalten und gleichzeitig unterhaltend zu wirken. Er benutzte dazu Texte von Georg Herwegh, Lieder von George Moustaki, Eric Clapton, Cat Stevens und Anderen. Dieses letzte Programm Schäfers enthält nur noch zwei Kompositionen von ihm. Auftritte zu Vernissagen des Malers Johannes Heisig, mit dem ihm eine Freundschaft verbindet, empfand er als seine einzigen ernsthaften Tätigkeiten. Am 3. Februar 1995 stellte Schäfer seine erste und einzige CD „liebetrauerangstundtod“ bei einer CD-Release-Party in der Leipziger Nikolai-Schule vor. Zu hören sind auf der CD Texte von Ingeborg Bachmann, Gottfried Benn, Wolfgang Borchert, Andreas Reimann, Eva Strittmatter, ein Text seines Bruders Hermann Schäfer und ein Text von ihm selber.

### Auftritte im Ausland
Das Generalkomitee für Unterhaltungskunst delegierte ihn 1977 zum Festival „Roter Mohn“ nach Blagoewgrad/Bulgarien. Das Europa-Institut Luxemburg veranstaltete im Mai 1992 die „Ersten Europäischen Kabaretttage“ auf Schloss Münsbach, während derer Achim Schäfer im Theater Esch-sur-Alzette auftrat. Die Veranstalter ernannten ihn daraufhin zum Mitglied der „Letzebuerger Kabarets-Entente“.

### Krankheit und Tod
Joachim Schäfer litt an einer manisch-depressiven Erkrankung (Bipolare Störung), die zum Zeitpunkt der Geburt seines ersten Sohnes Robert 1972 zum ersten Mal diagnostiziert wurde. Ständige Rückfälle in diese Krankheit zwangen ihn immer wieder zu stationärer Behandlung. Zum 1. Dezember 1988 wurde ihm vom FDGB-Kreisvorstand Invalidenrente zuerkannt. Der Niedergang seiner Karriere und der Druck, dem er sich durch seine Krankheit ausgesetzt fühlte, ließen ihn am 28. Juni 1997 den Freitod wählen.
Joachim Schäfers Grab befindet sich auf einem Friedhof in Frankenstein/Erzgebirge bei Freiberg.

## Preise
- Diplom zu den 4. Chansontagen der DDR in Frankfurt/Oder 1977
- Preis des Arbeitskreises Chanson/Liedermacher zu den 6. Chansontagen der DDR in Frankfurt/Oder 1981

## Werke

### Liedprogramme
- „Wünsche“ (mit Cornelia Erben (fl)), 1978
- „Leben bis an den Rand“, 1985
- „Kunst ist verrückt“, 1996

### CD
- „liebetrauerangstundtod“, 1994[6]

## Andere Stimmen
„Er war ein Gitarrenvirtuose und beherrschte eine weite Skala der Gefühle auch mit seiner Stimme. So fand er mit seinen Liedern den Weg in die innersten Tiefen seiner Hörer. Oft sanft, oft mit heftiger Innigkeit, die wohl die Not eines gebeutelten Seins überdeckte. Seine Kompositionen brachten zusammen mit der Kunst seines Gitarrenspiels die Lieder auf einem hohen Niveau.auf den Punkt. Er lebte wie kaum einer mit seinen Liedern und für seine Lieder. Leider viel zu kurz.“ Werner Bernreuther
„Joachim Schäfer war ein Meister der Form, besessen von Perfektion und Tiefe. Offenbar hatte er eine Aversion gegen das Banale. Das machte sein Chanson schwer, und auch schwer verdaulich. Aber wenn er begann, sich in die Herzen zu singen, hinterließ er tief liegende Widerhaken. Und ein warmherziger Beifall war ihm sicher.“ Dieter Kalka
„Mit Achim war es immer ein Ganz oder Garnicht. So war seine Kunst, so war er als Mensch. Er forderte emotionale Aufrichtigkeit ein, oft in einem Maße, das mich nicht in die unverbindliche Alltäglichkeit entlassen wollte. Er konnte mich völlig in seinen Bann ziehen, so sehr, dass ich ihn gelegentlich auch fliehen zu müssen glaubte. Man kann das seinen Liedern anhören, denke ich. Es ist das Ingredienz, das sie zeitlos macht, allerdings auch das, was ihnen eine breite Popularität verwehrte und noch immer verwehrt. Joachim Schäfers Kunst fordert von seinem Publikum nichts weniger als die unmittelbare Rückkoppelung zum eigenen Sein. Wer will das schon in dieser anstrengenden Welt?“ Johannes Heisig
„Achim Schäfer hat wie niemand in der Leipziger Liederszene mit allem was er tat, unbeirrbar den Menschen, sein Trachten, sein Fühlen und seine Sehnsüchte hochgehalten. Wenn man im Abstand von dreißig Jahren darauf zurückschaut, kommt es einem vor, als hätte es für ihn so etwas Kleines wie DDR-Realität, die jeder Liedermacher bedichtet und besungen hat, gar nicht gegeben. Das bewundere ich. Ich glaube, so eine Haltung zu leben, muss man sich sehr lieben.“ Hubertus Schmidt
„Eine gute Zeit lang waren Achim und ich wie Brüder: Keins unserer Lieder, das nicht auf einem realen gemeinsamen Erlebnis basierte. Ich weiß nicht, wieviele dieser Zeichen unserer verbindenden Trotz-alledem-Haltung verschollen und verloren gegangen sind. Aber ich bin überzeugt davon, dass sich die wenigen erhaltenen Stücke nicht nur ihres dokumentarischen Wertes wegen über die Jahrzehnte hinweg behaupten konnten.“ Andreas Reimann